# Milionia macrospila
Milionia macrospila är en fjärilsart som beskrevs av Jordan 1903. Milionia macrospila ingår i släktet Milionia och familjen mätare. Inga underarter finns listade i Catalogue of Life.